# Kanton Plateau briard
Der Kanton Plateau briard ist seit 2015 ein französischer Wahlkreis im Arrondissement Créteil, im Département Val-de-Marne und in der Region Île-de-France; sein Hauptort ist Boissy-Saint-Léger.

## Gemeinden
Der Kanton besteht aus acht Gemeinden mit insgesamt 61.941 Einwohnern (Stand: 1. Januar 2022) auf einer Gesamtfläche von 48,80 km²:
| Gemeinde              | Einwohner 1. Januar 2022 | Fläche km² | Dichte Einw./km² | Code INSEE | Postleitzahl |
| --------------------- | ------------------------ | ---------- | ---------------- | ---------- | ------------ |
| Boissy-Saint-Léger    | 17.335                   | 8,94       | 1.939            | 94004      | 94470        |
| Mandres-les-Roses     | 4.876                    | 3,30       | 1.478            | 94047      | 94520        |
| Marolles-en-Brie      | 4.685                    | 4,59       | 1.021            | 94048      | 94440        |
| Noiseau               | 4.619                    | 4,49       | 1.029            | 94053      | 94880        |
| Périgny               | 2.744                    | 2,79       | 984              | 94056      | 94520        |
| La Queue-en-Brie      | 12.074                   | 9,16       | 1.318            | 94060      | 94510        |
| Santeny               | 3.958                    | 9,91       | 399              | 94070      | 94440        |
| Villecresnes          | 11.650                   | 5,62       | 2.073            | 94075      | 94440        |
| Kanton Plateau briard | 61.941                   | 48,80      | 1.269            | 9416       | –            |